# Hornpipe (instrument)

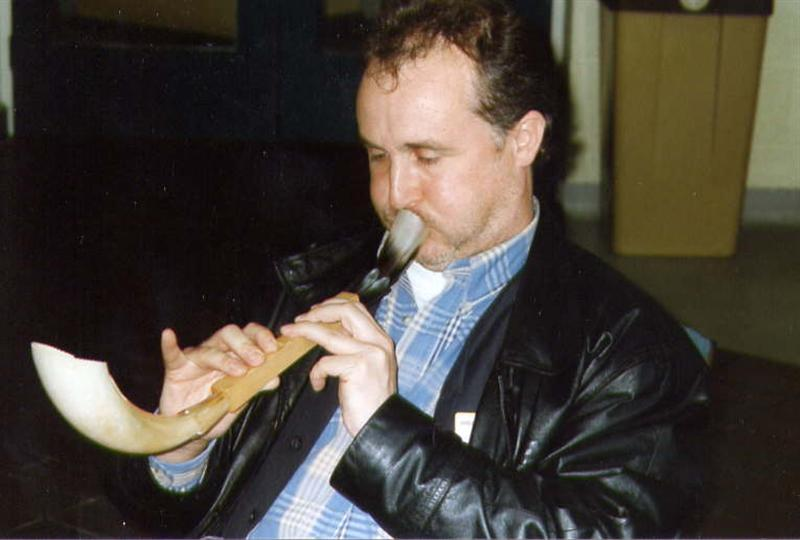
Pibgorn, een variant van de hornpipe uit Wales

Een hornpipe (ook wel: hornpijp, hoornpijp, horlepiep) is een primitief blaasinstrument dat bespeeld wordt met behulp van een dubbelriet. De bekende historie gaat terug tot in de 13e eeuw.
Over de wereld zijn er zijn tal van varianten, onder meer: Alboka (Baskenland), Erkencho (Argentinië), Gaita gastoreña (Andalusië), Horlepiep (Oost-Nederland), Pepa (Assam, India), Pibgorn (Wales), Rih (Oekraïne), Stock-and-horn (Schotland), Tungehorn (Noorwegen) en Zhaleika (Rusland).

Sommige varianten, bijvoorbeeld de pibgorn, worden bespeeld met een enkel riet. Van de Zhaleika wordt gezegd dat hij een voorloper was van de Chalumeau, die zich verder ontwikkelde tot de klarinet.